# Staatsschuldenquote in Kroatien
Die Staatsschuldenquote Kroatiens gibt das Verhältnis zwischen den kroatischen Staatsschulden einerseits und dem kroatischen nominalem Bruttoinlandsprodukt andererseits an.

## Entwicklung in den letzten Jahren
Die Staatsschuldenquote Kroatiens stieg aufgrund der Finanzkrise zwischen 2008 und 2013 an. Entsprach die Staatsverschuldung von 100,6 Mrd. Kuna Ende 2008 einer Staatsschuldenquote von 29,3 %, so erreichte die Staatsschuldenquote Ende 2013 angesichts eines Schuldenstandes von dann inzwischen 196,8 Mrd. Kuna einen Wert von 60,2 %.

## Prognostizierte Entwicklung
Der Internationale Währungsfonds geht davon aus, dass die Staatsschuldenquote Kroatiens bis Ende 2019 bei einem Schuldenstand von dann 264,2 Mrd. Kuna auf 69,0 % ansteigt.